# 準特急

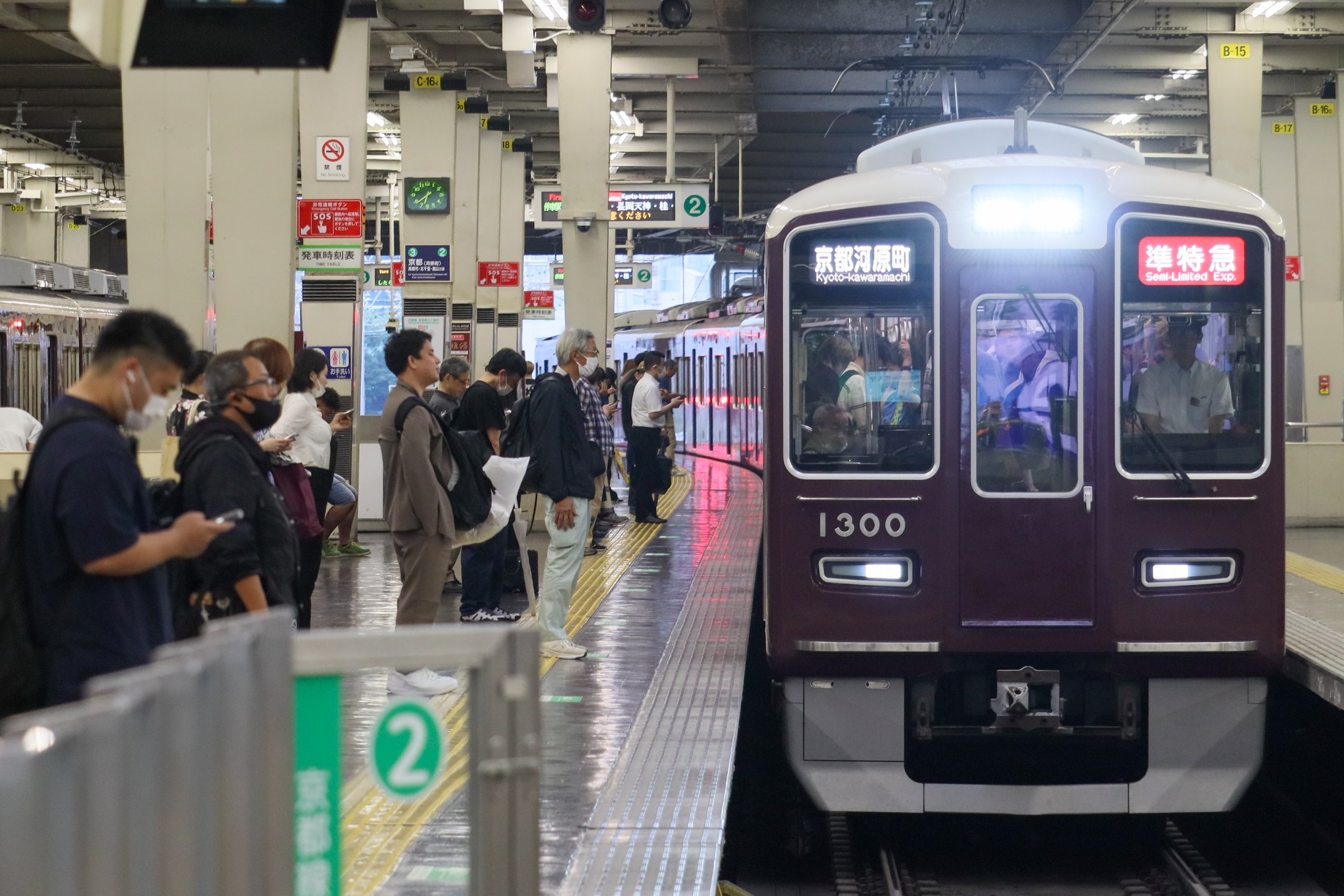
阪急京都本線の準特急

準特急（じゅんとっきゅう）とは、日本の私鉄における列車種別の一つである。2022年12月時点では阪急電鉄のみが運行している。

## 概要
1959年に小田急電鉄が、特急と同一の駅に停車するが通常の特急形車両に比べて劣る車両で運行することから初めて設定した。続いて、近畿日本鉄道も1960年に設定し、車両の格差に加えて停車駅を通常の特急よりも多く設定したものの、5か月足らずで特急に統合している。小田急も本格的な特急形車両の増備を行って1963年に特急に統合したため、準特急を運行する事業者は一旦なくなった。
40年近くたった2001年、京王電鉄は、急行と通勤快速の速達化を目的に、特急と急行の中間種別として準特急を設定した。多くの電鉄会社は同等の列車種別として「快速急行」を用い、「準特急」を用いる事例は僅少である。京王が運行する準特急は、使用する車種を制限していない。2022年3月12日のダイヤ改正をもって、京王電鉄は準特急を廃止した。
一方で、同年に入れ違いで阪急電鉄がこの列車種別名の使用を開始した。同年12月17日のダイヤ改正で京都本線において着席保証サービス(後にPRiVACEと命名、導入される)が導入される列車を明確化するため、京都本線と神戸本線で運行していた「快速急行」を「準特急」に改称した。近畿地方（関東地方以外）での「準特急」運行は62年半ぶりとなる。
従来はすべて鉄道（民鉄）での設定であるが、2023年よりバスにも「準特急」が設定された（後述）。

## 運行会社
英語表記は各社で異なる。

### 阪急電鉄
阪急電鉄では2022年12月17日に行われるダイヤ改正で、神戸本線と京都本線において従来の快速急行に代わり設定された。停車駅は改正前の快速急行と同一とし、京都本線での座席指定サービス(現在のPRiVACE)の開始を見据えた変更となった。
停車駅は神戸本線では特急停車駅に塚口駅と六甲駅を加えたもの、京都本線では特急停車駅に西院駅と大宮駅を加えたものになっている。

## 過去の運行会社

### 小田急電鉄
小田急電鉄は、1953年から運行した料金不要の座席定員列車であるサービス急行を格上げし、1959年から1963年まで週末に特急を補完する列車として運転した。のちに設定される近鉄や京王の事例と異なり、停車駅の差異よりも特急用車両の絶対数不足と車内設備の格差によるものであった。新宿駅 - 小田原駅間が無停車で、車両はセミクロスシート車の2320形及び特急から格下げ改造された2300形を使用した。当該車両は、準特急が運行されない平日は料金不要の一般列車に充当されたが、特急にロマンスカーNSE 3100形が導入されてロマンスカーSE 3000形と合わせて増発が可能となり廃止された。

### 近畿日本鉄道
近畿日本鉄道は1960年1月20日のダイヤ変更で、主要駅に停車駅する準特急列車を設定したが、6月15日に種別を特急へ統合して準特急を廃止した。設定当時の準特急は小田急電鉄と同様に、10000系・2250系・6421系・6431系などのやや設備が劣る車両が使用された。
現在の近鉄特急は、旅客案内をはじめ一般に特急の種別を区分していないが、近鉄社内では本列車を「乙特急」、「名阪ノンストップ特急」など始発駅と終着駅間でほとんど停車しない列車を「甲特急」とそれぞれを称し、準特急が運行されていた時代はこれが特急であった。

### 京王電鉄
2001年3月のダイヤ改定で、新宿駅 - 高尾山口駅間を運行していた急行（平日夕方は通勤快速）を速達化する目的で設定され、当時の特急停車駅に加え分倍河原駅・北野駅に停車した。2013年2月のダイヤ改定で高尾線の京王片倉駅・山田駅・狭間駅が停車駅に加わり、高尾線内で下位種別の急行と停車駅に逆転現象が生じた。同時に運転が再開された特急は分倍河原駅と北野駅が停車駅に加わり、京王線内の特急と準特急の停車駅に差異が無くなり、準特急は全列車が高尾山口駅発着となり、京王八王子駅発着の準特急は特急に統合されて消滅した。2015年9月のダイヤ改正で笹塚駅・千歳烏山駅が停車駅に加わり、再び京王線内で特急と停車駅差異が生じ、京王八王子駅発着の列車が復活して同時に相模原線で運転を開始した。2022年3月のダイヤ改正で笹塚駅・千歳烏山駅・京王片倉駅・山田駅・狭間駅が特急停車駅となったことで高尾線内も含め準特急と停車駅の差異が無くなり、特急と統合され廃止された。

## 鉄道以外の「準特急」
2023年4月1日より、中国ハイウェイバスに「準特急」便が設定された。夜の大阪駅発津山駅行き2便が対象で、いずれも神姫バスにより運営される。従来の特急便の停車停留所に加えて、泉と佐用インターにも停車する。